# 大言義
大 言義（だい げんぎ）は渤海の第8代王。定王大元瑜の弟。

## 生涯
兄王が病没すると国務を担当し、唐に使者を派遣し先王の死を報告している。その後即位して元号を朱雀と改め、翌年唐の内侍である李重旻の派遣を受け渤海国王に封じられている。
僖王の代、唐との関係はより緊密なものとなり頻繁に使節を派遣したばかりか、その使節も王室の成員と構成員が多く含まれるようになった。またこの時代の交流の特徴としては仏教の隆盛がある。朱雀元年（813年）には高礼進ら37名を唐に入朝させ、渤海製の金銀の仏像各1体を献上している。このことは王室の仏教への帰依の傍証であり、事実渤海の遺跡からは大量の銅、陶製の仏像が出土している。
また日本に対しても積極的な使節派遣を行い、経済面以外にも文化交流も盛んに行なわれており、渤海使正使の王孝廉たちの漢詩などは『文華秀麗集』に収録されて現在に伝わっている。